# 玉蘭
『玉蘭』（ぎょくらん）は、桐野夏生の小説、またそれを原作としたテレビドラマである。
玉蘭とは白木蓮の花のことで、その優雅な響きから書家の雅号や屋号にしばしば用いられる。

## 小説
2001年3月に朝日新聞出版から刊行された。

## テレビドラマ
テレビドラマ版は、2007年6月16日（土）の21:00～23:06（JST）に、テレビ朝日系列で放送された。主演の常盤貴子にとって、4年振りのテレビドラマ主演作となった。

### キャスト
- 広野有子：常盤貴子
- 松村行生：筒井道隆
- 萱島拓海：渡辺いっけい
- 穂積伸哉：長谷川朝晴
- 室矢佳美：蒲生麻由
- お杉：山口美也子
- 大沢さやか
- 蓮ハルク
- 岡本麗
- 宮崎浪子：浅野温子
- 広野賢：長嶋一茂　など

### スタッフ
- 原作：桐野夏生
- 脚本：西岡琢也
- 演出：阿部雄一
- 音楽：吉俣良